# Estación de La Coruña-Término
La Coruña-Término, también conocida coloquialmente como la estación del Norte, fue una estación de ferrocarril que existió en la ciudad española de La Coruña, en la provincia homónima. Estuvo operativa entre 1883 y 1964, fecha en que resultó destruida por un incendio.

## Historia
Los trabajos de construcción comenzaron en 1872, bajo el proyecto del ingeniero I. Coletu, y se alargaron durante una década. Las instalaciones debían acoger la llegada a la ciudad de la línea Palencia-La Coruña, cuyo trazado no sería inaugurado en su totalidad hasta 1883. La estación también fue inaugurada en ese mismo año, con la asistencia del rey Alfonso XII. Las instalaciones fueron operadas por la Compañía de los Caminos de Hierro del Norte de España hasta que en 1941, tras la nacionalización de los ferrocarriles de ancho ibérico, pasaron a manos de la recién creada RENFE.
A partir de 1943 coexistió con la estación de San Cristóbal, que con el tiempo asumiría el grueso del tráfico ferroviario. Esto marcó el declive de la histórica estación del Norte, que continuó en servicio como depósito de material. El 27 de enero de 1964 el edificio principal resultó destruido a consecuencia de un incendio, hecho que llevaría a la clausura de la estación.